# Senckenberg Museum

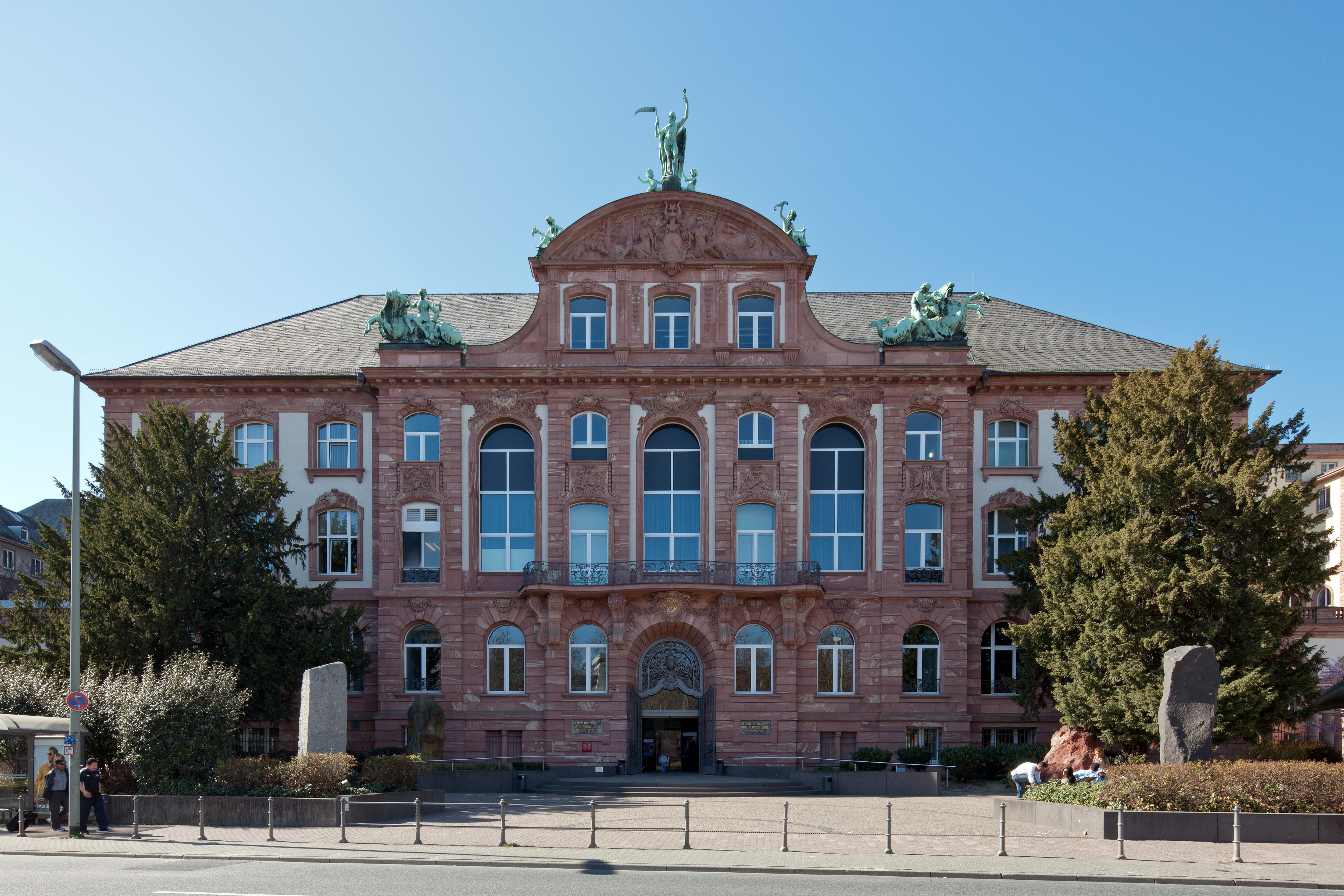
Senckenberg Museum.

Senckenberg Museum är ett stort naturhistoriskt museum i Frankfurt am Main, ett av de viktigaste naturhistoriska museerna i Europa. Institutionen har fått sitt namn från sin grundare Johann Christian Senckenberg.